# Rudolf Brestel
Rudolf Brestel, dr. (Bécs, 1816. május 16. - Bécs, 1881. március 3.) osztrák politikus, pénzügyminiszter a polgárminisztériumban.

## Életpályája
Tanulmányainak elvégzése után segéd lett a bécsi csillagvizsgáló intézetnél, később a fizika tanára Olmützben, majd 1844-ben a mennyiségtan tanára lett a bécsi egyetemen. 1848-ban,  mint a birodalmi gyűlés tagja, a szabadelvű balpárthoz csatlakozott; szónokként is kitűnt. Az 1849. március 6-i államcsíny után állását elveszítette és tollával szerezte meg mindennapi kenyerét. 1856-ban a hitelintézetnél (Creditanstalt-Bankverein) mint titkár nyert alkalmazást. 1861-ben beválasztották az alsó-ausztriai tartománygyűlésbe, majd 1864-ben a birodalmi gyűlésbe is. 1867. december 30-ával megkapta a pénzügyminiszteri tárcát, azzal a feladattal, hogy az államháztartás egyensúlyát helyreállítsa. Az államadósság kamatainak leszállítása, valamint a szelvényadó emelése csak pillanatnyira segítettek a bajon, az állami birtokok tömeges eladása pedig éppen károsan hatott: A bécsi erdő részben való eladása például megfosztotta Bécset az egyik fődíszétől s a város egészségügyi viszonyait is megrontotta. 1871 április 4-én lemondott, április 12-i hatállyal, ám a parlamentben továbbra is tevékeny maradt; főleg  a Hohenwart-Schäffle-kormány ellen folytatott heves küzdelmet. Bár miniszteri tevékenységéről megoszlottak a vélemények, jelleme és híre mocsoktalanul került ki a párttusából. Szegényen halt meg.

## Emlékezete
1883-ban Bécs 16. kerületében (Ottakring) utcát neveztek el róla (Brestelgasse).